# Preparació de dades de màscara

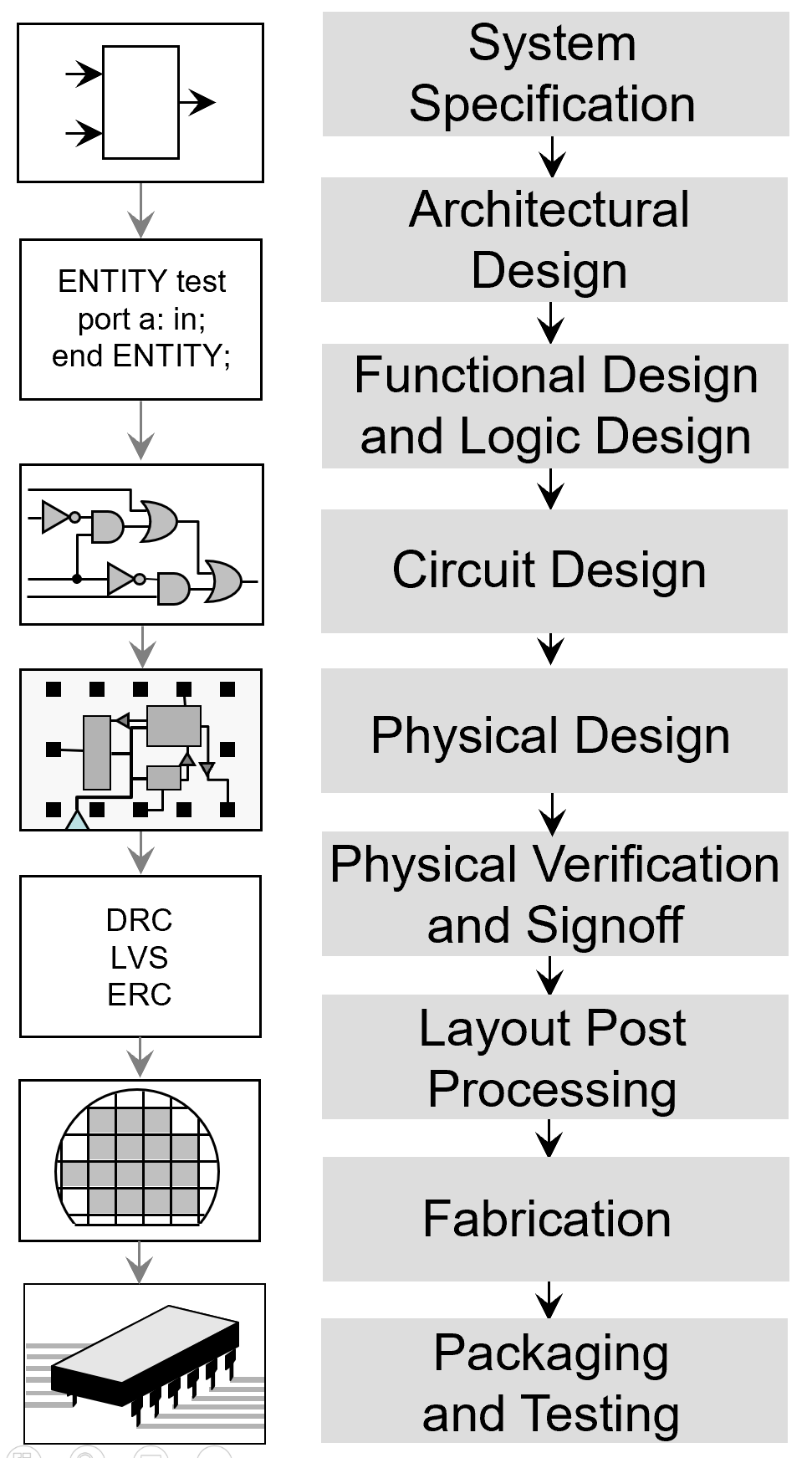
Passos principals en el flux de disseny de CI, on es pot veure el procés de MDP al pas número 7.

La preparació de dades de màscara (amb acrònim anglès MDP), també coneguda com a postprocessament de disseny, és el procediment per traduir un fitxer que conté el conjunt previst de polígons d'una disposició del circuit integrat en un conjunt d'instruccions que un gravador de màscara fotogràfica pot utilitzar per generar una màscara física. Normalment, es realitzen esmenes i addicions al disseny del xip per tal de convertir el disseny físic en dades per a la producció de màscares.
La preparació de les dades de la màscara requereix un fitxer d'entrada en format GDSII o OASIS i produeix un fitxer amb un format propietari específic per a l'escriptor de màscares.

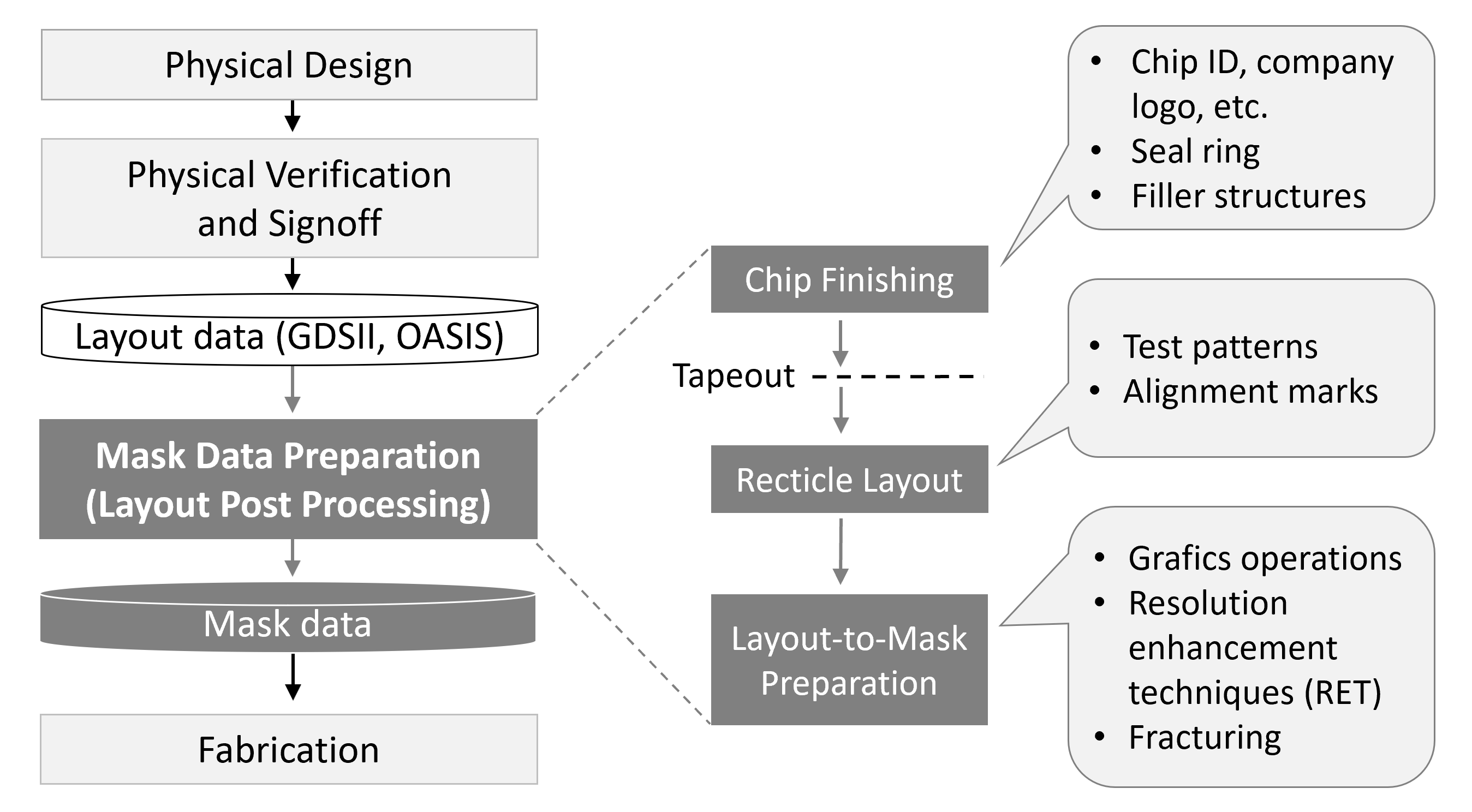
Procediments i passos en la preparació de dades de màscara.

Tot i que històricament convertir el disseny físic en dades per a la producció de màscares era relativament senzill, els procediments MDP més recents requereixen diversos procediments:
- Acabat d'encenall que inclou designacions i estructures personalitzades per millorar la fabricabilitat del disseny. Exemples d'aquests últims són un anell de segellat i estructures de farciment.
- Producció d'un disseny de retícula amb patrons de prova i marques d'alineació.
- Preparació de disseny a màscara que millora les dades de disseny amb operacions gràfiques i ajusta les dades per emmascarar els dispositius de producció. Aquest pas inclou tecnologies de millora de la resolució (RET), com ara la correcció òptica de proximitat (OPC) o la tecnologia de litografia inversa (ILT).[4]

També s'han de fer consideracions especials en cadascun d'aquests passos per mitigar els efectes negatius associats a les enormes quantitats de dades que poden produir; De vegades, massa dades pot convertir-se en un problema perquè l'escriptor de màscares pugui crear una màscara en un període raonable.
Quan s'ha de fabricar una sèrie de xips, la matriu individual s'instancia diverses vegades en forma de matriu per produir el que s'anomena disseny de la retícula. Aquesta disposició de retícula consta de línies de traçat verticals i horitzontals que separen els encunys individuals que s'han col·locat en un format de matriu. La mida d'aquesta matriu depèn de la superfície màxima exposable en funció de la mida de la retícula.
El MDP sol implicar la fractura de la màscara on els polígons complexos es tradueixen a formes més simples, sovint rectangles i trapezis, que poden ser gestionades pel maquinari d'escriptura de màscara. Com que la fractura de màscara és un procediment tan comú dins de tot el MDP, el terme fractura, utilitzat com a substantiu, de vegades s'utilitza de manera inadequada en lloc del terme preparació de dades de màscara. Tanmateix, el terme fractura descriu amb precisió aquest subprocediment de MDP.